# Molti volti
Molti volti è un album del cantante italiano Marco Armani, pubblicato nel 1987 dall'etichetta discografica Cinevox.

## Tracce
Testi di Pasquale Panella, musiche di Marco Armani.
1. Forse addio – 4:22
2. Molti volti – 4:56
3. Specchio – 5:02
4. Al di là di te – 3:42 (musica: Marco Armani)
5. Ma che tristezza – 4:08
6. Le correnti intorno a te – 4:22
7. Le solitudini – 5:00
8. Ma chi è (grandi scene) – 4:21

Durata totale: 35:53